# Fixació del carboni
La fixació del carboni és un procés que es troba en els organismes autòtrofs, generalment fotosintètics, pel qual el diòxid de carboni és incorporat en molècules orgàniques. La fixació del carboni també pot ser dut a terme pel procés de calcificació en organismes calcificadors marins com ara Emiliania huxleyi.
El cicle de Calvin és el mètode més comú de fixació del carboni.